# Europese PGA Tour 2009
De Europese PGA Tour 2009 was de 38ste editie van de Europese PGA Tour en omvatte een serie van golftoernooien. Het seizoen startte in november 2008 en eindigde in november 2009.
Dit jaar werd de Order of Merit hernoemd tot de Race To Dubai omdat het seizoen eindigde met een nieuwe golftoernooi, het Dubai World Championship.

## Kalender
| Datum | Datum | Toernooi                                 | Baan                                      | Locatie                                 | Winnaar              |
| Van   | Tot   | Toernooi                                 | Baan                                      | Locatie                                 | Winnaar              |
| 2013  | 2013  | 2013                                     | 2013                                      | 2013                                    | 2013                 |
| ----- | ----- | ---------------------------------------- | ----------------------------------------- | --------------------------------------- | -------------------- |
| 6/11  | 9/11  | WGC - HSBC Champions                     | Sheshan International Golf Club           | Shanghai, China                         | Sergio Garcia        |
| 20/22 | 23/11 | UBS Hong Kong Open                       | Hong Kong Golf Club                       | Fanling, Hongkong                       | Wen-Tang Lin         |
| 27/12 | 30/11 | Sportsbet Australian Masters             | Huntingdale Golf Club                     | Melbourne, Australië                    | Rodney Pampling      |
| 11/12 | 14/12 | Alfred Dunhill Kampioenschap             | Leopard Creek Golf Club                   | Mpumalanga, Zuid-Afrika                 | Richard Sterne       |
| 18/12 | 21/12 | Zuid-Afrikaans Open                      | Pearl Valley Golf Estates                 | Paarl, Zuid-Afrika                      | Richard Sterne       |
| 2014  |       |                                          |                                           |                                         |                      |
| 8/1   | 11/1  | Joburg Open                              | Royal Johannesburg & Kensington Golf Club | Johannesburg, Zuid-Afrika               | Anders Hansen        |
| 9/1   | 11/1  | The Royal Trophy                         | Amata Spring Country Club                 | Bangkok, Thailand                       | Azië wint met 10-6   |
| 15/1  | 18/1  | Abu Dhabi Golfkampioenschap              | Abu Dhabi Golf Club                       | Abu Dhabi, Verenigde Arabische Emiraten | Paul Casey           |
| 22/1  | 25/1  | Commercialbank Qatar Masters             | Doha Golf Club                            | Doha, Qatar                             | Alvaro Quiros        |
| 29/1  | 1/2   | Dubai Desert Classic                     | Emirates Golf Club                        | Dubai, Verenigde Arabische Emiraten     | Rory McIlroy         |
| 12/2  | 15/2  | Maybank Malaysian Open                   | Saujana Golf Club                         | Kuala Lumpur, Maleisië                  | Anthony Kang         |
| 19/2  | 22/2  | Johnnie Walker Classic                   | The Vines Resort & Country Club           | Perth, Australië                        | Danny Lee            |
| 25/2  | 1/3   | WGC - Accenture Match Play               | Ritz-Carlton Golf Club                    | Marana, USA                             | Geoff Ogilvy         |
| 26/2  | 1/3   | Enjoy Jakarta Indonesia Open             | New Kuta Golf Club                        | Bali, Indonesië                         | Thongchai Jaidee     |
| 12/3  | 15/3  | WGC - CA Championship                    | Doral Golf Resort & Spa                   | Doral, Verenigde Staten                 | Phil Mickelson       |
| 19/3  | 22/3  | Madeira Island Open BPI                  | Porto Santo Golfe                         | Portugal                                | Tano Goya            |
| 26/3  | 29/3  | Open de Andalucia                        | Real Club de Golf de Sevilla              | Sevilla, Spanje                         | Søren Kjeldsen       |
| 2/4   | 5/4   | Estoril Open de Portugal                 | Oitavos Dunes                             | Cascais, Portugal                       | Michael Hoey         |
| 9/4   | 12/4  | Masters                                  | Augusta National                          | Verenigde Staten                        | Ángel Cabrera        |
| 16/4  | 19/4  | Volvo China Open                         | Beijing CBD International Golf Club       | Peking, China                           | Scott Strange        |
| 23/4  | 26/4  | Ballantine’s Kampioenschap               | Pinx Golf Club                            | Jeju Eiland, Zuid-Korea                 | Thongchai Jaidee     |
| 30/4  | 3/5   | Open de España                           | PGA Golf Catalunya                        | Girona, Spanje                          | Thomas Levet         |
| 7/5   | 10/5  | BMW Italian Open                         | Royal Park I Roveri                       | Turijn, Italië                          | Daniel Vancsik       |
| 14/5  | 17/5  | The 3 Irish Open                         | Co Louth Golf Club                        | Drogheda, Ierland                       | Shane Lowry          |
| 21/5  | 24/5  | BMW PGA Championship                     | The Wentworth Club                        | Surrey, Engeland                        | Paul Casey           |
| 28/5  | 31/5  | The European Open                        | The London Golf Club                      | Kent, Engeland                          | Christian Cévaër     |
| 4/6   | 7/6   | The Celtic Manor Wales Open              | The Celtic Manor Resort                   | Newport, Wales                          | Jeppe Huldahl        |
| 18/6  | 21/6  | US Open                                  | Bethpage State Park                       | Farmingdale, Verenigde Staten           | Lucas Glover         |
| 18/6  | 21/6  | Saint-Omer Open                          | Aa Saint-Omer Golf Club                   | Lumbres, Frankrijk                      | Christian Nilsson    |
| 25/6  | 28/6  | BMW International Open                   | Golfclub München Eichenried               | München, Duitsland                      | Nick Dougherty       |
| 2/7   | 5/7   | Open de France ALSTOM                    | Le Golf National                          | Parijs, Frankrijk                       | Martin Kaymer        |
| 9/7   | 12/7  | The Barclays Scottish Open               | Loch Lomond Golf Club                     | Glasgow, Schotland                      | Martin Kaymer        |
| 16/7  | 19/7  | 138ste Brits Open                        | Turnberry Golf Club                       | Ayrshire, Schotland                     | Stewart Cink         |
| 23/7  | 26/7  | SAS Masters                              | Barsebäck Golf & Country Club             | Malmö, Zweden                           | Ricardo Gonzalez     |
| 30/7  | 2/8   | Tsjechisch Open                          | Prosper Golf Resort                       | Čeladná, Tsjechië                       | Oskar Henningsson    |
| 6/8   | 9/8   | WGC - Bridgestone Invitational           | Firestone Country Club                    | Akron, Ohio, Verenigde Staten           | Tiger Woods          |
| 13/8  | 16/8  | US PGA Championship                      | Hazeltine National Golf Club              | Chaska, Verenigde Staten                | Yong-Eun Yang        |
| 20/8  | 23/8  | KLM Open                                 | Kennemer Golf & Country Club              | Zandvoort, Nederland                    | Simon Dyson          |
| 27/8  | 30/8  | Johnnie Walker Championship              | The Gleneagles Hotel                      | Perthshire, Schotland                   | Peter Hedblom        |
| 3/9   | 6/9   | Omega European Masters                   | Golf Club Crans-sur-Sierre                | Crans, Zwitserland                      | Alexander Norén      |
| 10/9  | 13/9  | Mercedes-Benz Championship               | Golf Club Gut Lärchenhof                  | Keulen, Duitsland                       | James Kingston       |
| 17/9  | 20/9  | Austrian Golf Open                       | Fontana Golf Club                         | Wenen, Oostenrijk                       | Rafael Cabrera Bello |
| 24/9  | 27/9  | The Vivendi Trophy with Seve Ballesteros | Golf de Saint-Nom-la-Bretèche             | Parijs, Frankrijk                       | Continentaal Europa  |
| 1/10  | 4/10  | Alfred Dunhill Links Championship        | St Andrews Links                          | Old Course, Schotland                   | Simon Dyson          |
| 8/10  | 11/10 | Madrid Masters                           | Centro Nacional de Golf                   | Madrid, Spanje                          | Ross McGowan         |
| 15/10 | 18/10 | Portugal Masters                         | Oceânico Victoria Golf Course             | Vilamoura, Portugal                     | Lee Westwood         |
| 22/10 | 25/10 | Castelló Masters                         | Club de Campo del Mediterráneo            | Castellon, Spanje                       | Michael Jonzon       |
| 29/10 | 1/11  | Barclays Singapore Open                  | Sentosa Golf Club                         | Singapore                               | Ian Poulter          |
| 29/10 | 1/11  | Volvo World Match Play Championship      | Finca Cortesin Golf Club                  | Casares, Spanje                         | Ross Fisher          |
| 5/11  | 8/11  | WGC - HSBC Champions                     | Sheshan International Golf Club           | Shanghai, China                         | Phil Mickelson       |
| 12/11 | 15/11 | UBS Hong Kong Open                       | Hong Kong Golf Club                       | Fanling, Hongkong                       | Grégory Bourdy       |
| 12/11 | 15/11 | JBWere Masters                           | Kingston Heath Golf Club                  | Melbourne, Australië                    | Tiger Woods          |
| 19/11 | 22/11 | Dubai World Championship                 | Jumeirah Golf Estates                     | Dubai, Verenigde Arabische Emiraten     | Lee Westwood         |